# Großsteingrab Skuldelev Marker 5
Das Großsteingrab Skuldelev Marker 5 war eine megalithische Grabanlage der jungsteinzeitlichen Nordgruppe der Trichterbecherkultur im Kirchspiel Skuldelev in der dänischen Kommune Frederikssund. Es wurde um 1833 zerstört.

## Lage
Das Grab lag nördlich von Skuldelev auf einem Feld. In der näheren Umgebung gibt bzw. gab es mehrere weitere megalithische Grabanlagen.

## Forschungsgeschichte
Um 1833 wurde das Grab zur Gewinnung von Baumaterial abgetragen. Im Jahr 1873 führten Mitarbeiter des Dänischen Nationalmuseums eine Dokumentation der Fundstelle durch. Zu dieser Zeit waren keine baulichen Überreste mehr auszumachen.

## Beschreibung
Die Anlage soll recht groß gewesen sein. Wahrscheinlich hat sie eine längliche, ost-westlich orientierte Hügelschüttung besessen. Über die Grabkammer ist lediglich bekannt, dass ein Deckstein zu erkennen war.